# Franco Franchi
Franco Franchi, pseudonimo di Francesco Benenato (Palermo, 18 settembre 1928 – Roma, 9 dicembre 1992), è stato un attore, comico, cantante e conduttore televisivo italiano.
Insieme a Ciccio Ingrassia ha formato una coppia di comici entrata nella storia della cinematografia italiana, nota come Franco e Ciccio, protagonista di oltre un centinaio di film di cui alcuni di grande successo. Gli venne dedicato, insieme a Ingrassia, il film-documentario Come inguaiammo il cinema italiano - La vera storia di Franco e Ciccio, del 2004.

## Biografia

Franco Franchi e Antonella Steni nel film 2 mattacchioni al Moulin Rouge (1964)

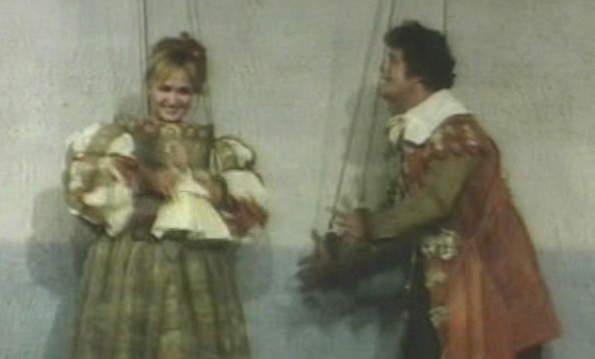
Desdemona (Laura Betti) e Cassio (Franco Franchi) in Che cosa sono le nuvole? (episodio di Capriccio all'italiana, 1967)

Nato a Palermo il 18 settembre 1928 in una famiglia poverissima, quartogenito di diciotto figli, raccontò poi come egli salasse le pietanze di legumi perché i fratelli e i cugini ne mangiassero meno, ovviamente a suo favore. Non riuscì a completare neanche le elementari poiché dovette iniziare a lavorare con il padre Girolamo come muratore. Poi i genitori emigrarono in cerca di fortuna e lui rimase a Palermo lavorando inizialmente come artigiano, realizzando icone sacre sui marciapiedi, poi come garzone in pasticceria e anche come facchino alla stazione. Non mancarono momenti nei quali, spinto dall'indigenza, fu costretto a piccoli furti.

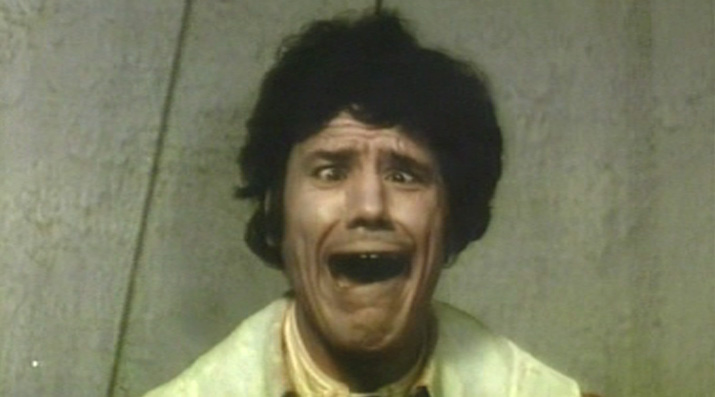
Franco Franchi interpreta Cassio in Che cosa sono le nuvole? (episodio di Capriccio all'italiana, 1967)

 La madre, impiegata alla manifattura tabacchi, morì di cirrosi epatica.
Fu sempre attratto dalla recitazione e dalla comicità, arti di cui era dotato; girava per la città come banditore, suonando la grancassa e aggiungendo elementi di comicità alle sue esibizioni e venne notato da Salvatore Polara, un musicista napoletano che nel 1945 lo inserì nel suo gruppo, gli Striscianti, dove ricevette uno stipendio di 6 lire a settimana. Lì realizzò concerti musicali per le vie, le piazze e per i ristoranti di tutta la Sicilia, nella cosiddetta posteggia, nonché spettacoli comici all'aperto e animazioni per cerimonie come matrimoni e battesimi, occupazione dalla quale nacque il suo primo personaggio, "Ciccio Ferraù". Divenne imitatore di personaggi famosi come Totò, Benito Mussolini e Adolf Hitler, e la sua mimica facciale divenne fonte di curiosità nel pubblico e in alcuni attori di teatro, che presero da lui degli spunti. Entrato nel 1948 in un circo in qualità di tuttofare, vi rimase poco tempo e lasciò anche la compagnia di Polara, rimanendo nuovamente disoccupato. Ebbe alcuni problemi con la giustizia per piccoli furti e, nel 1950, fu arrestato. Quando uscì andò a lavorare come posteggiatore nel nord Italia e fece il servizio militare a Bologna; al suo ritorno in Sicilia, riprese a fare l'attore. Conobbe e sposò Irene Gallina dalla quale ebbe due figli: Maria Letizia, il 31 luglio 1961, e Massimo, il 10 maggio 1965. Debuttò al Teatro Golden di Palermo nel 1950.

All'inizio degli anni cinquanta conobbe Francesco Ingrassia, detto Ciccio, attore in una compagnia teatrale, iniziando una lunga collaborazione che darà vita a una coppia destinata al grande successo realizzando insieme 132 film, prevalentemente negli anni sessanta (uno nel 1960, sei nel 1961, sette nel 1962 e 1963, 22 nel 1964). Furono tutti sostanzialmente dei successi di pubblico ma quasi sempre ignorati dalla critica. Nel 1964 i loro film incassarono circa 7 miliardi e 300 milioni (il 10% degli incassi dei film italiani in quell'anno).

Franco Franchi impersona Paolino Pastorino in Paolo il freddo (1974)

### Anni settanta e ottanta
Il sodalizio fra i due non fu continuo e ci furono accesi contrasti che portarono a separazioni momentanee; nei periodi di separazione, Franco continuò a interpretare lo stesso genere di film, come le parodie Ultimo tango a Zagarol e Ku-Fu? Dalla Sicilia con furore (entrambi del 1973) e si occupò anche di satira nei film Il sergente Rompiglioni (1973) e Il sergente Rompiglioni diventa... caporale (1975). Fece anche il cantante e nel 1970 prese parte al 18º Festival della Canzone Napoletana, dove si aggiudicò il secondo posto con il brano O divorzio insieme ad Angela Luce; alla stessa manifestazione propose anche A mossa, interpretata in abbinamento con Mirna Doris; entrambi i brani furono pubblicati su 45 giri. Incise anche un LP con canzoni, melodiche e romantiche. La coppia si riavvicinò nel 1974, allorché Ingrassia lo scelse per interpretare il suo film Paolo il freddo. Nel 1978 incise una canzone con Ilona Staller, dal titolo Cappuccetto Rosso; incise anche la sigla Skateboard, di un programma televisivo da lui condotto, Buonasera con..., nel 1978.

Margaret Lee e Franco Franchi nel film 2 mattacchioni al Moulin Rouge (1964)

Negli anni ottanta ridusse notevolmente la sua presenza al cinema e volle impegnarsi anche in film drammatici. Tra il 1981 e il 1982 insieme a Ciccio Ingrassia fecero parte del programma televisivo Patatrac, con la partecipazione di Luciana Turina. Seguirono poi Ridiamoci sopra, affiancati da Nadia Cassini, Beauty Center Show, insieme a Barbara Bouchet e Bene, bravi, bis, con Edwige Fenech, grazie al quale si aggiudicarono il Telegatto come miglior varietà dell'anno.
Nel 1984 apparve in Kaos dei fratelli Taviani, sempre in coppia con Ingrassia e nel 1987 ebbe una parte in Tango blu di Alberto Bevilacqua.
In quegli anni iniziò a lavorare per la Fininvest con Ciccio. Il critico Tatti Sanguineti, alla presentazione del documentario Come inguaiammo il cinema italiano, dichiarò che in quel periodo Franchi e Berlusconi collaborarono nello scrivere i testi di alcune canzoni, che sarebbero state usate dalla coppia in alcuni spettacoli e successivamente dal futuro presidente del Consiglio e Mariano Apicella.

### Gli ultimi anni e la morte
Nel 1989 il giudice Giovanni Falcone gli inviò un avviso di garanzia nell'ambito dell'inchiesta che avrebbe portato al cosiddetto maxiprocesso quater con l'accusa di associazione mafiosa, sulla base delle dichiarazioni del collaboratore di giustizia Antonino Calderone, che affermava di avere incontrato qualche volta Franco Franchi a Catania in occasioni di feste in cui partecipavano i principali boss mafiosi dell'epoca. Egli ammise di aver incontrato vari boss, ma solo in quanto invitato in alcune occasioni come personaggio famoso. L'aver conosciuto esponenti di famiglie rivali indicava una sua totale estraneità, condizione che lo prosciolse dalle accuse. Nel 1989 prese parte, con Ciccio Ingrassia, alla miniserie TV Io Jane, tu Tarzan su Rai 1. 
Nel luglio del 1992, a Napoli, durante le registrazioni del varietà di Rai 3 Avanspettacolo, venne ricoverato in ospedale a causa di un attacco cardiaco; malato di cirrosi epatica, rientrò solo nell'ultima puntata. Quasi privo di voce, giustificò questo ritardo dicendo: "Sono stato in paradiso ma non mi hanno voluto", per poi congedarsi chiedendo un applauso "a quanti ci hanno voluto bene". Nell'ottobre dello stesso anno tornò un'ultima volta in una puntata di Domenica in dove, insieme al sodale Ciccio e ad Alba Parietti, eseguì lo storico cavallo di battaglia "Tre briganti e tre somari". 
Morì il 9 dicembre 1992, all'età di 64 anni, nella clinica Villa Mafalda di Roma, dove era ricoverato. Al suo funerale, svoltosi per sua volontà a Palermo nella Chiesa del Gesù di Casa Professa, parteciparono migliaia di persone e volti dello spettacolo;  dopo la cerimonia funebre è stato tumulato nella tomba di famiglia nel Cimitero di Santa Maria dei Rotoli di Palermo.

## Omaggi
Il 10 dicembre 2012 la città di Palermo ha intitolato al duo la piazzetta vicino al Teatro Biondo e, a ridosso di via Venezia, una targa in memoria dei due attori. Significativo il posto prescelto, poiché Franchi e Ingrassia in quella zona muovevano i primi passi artistici, notati anche da Domenico Modugno che li fece esibire con uno spettacolo al Teatro Biondo (Rinaldo in campo); il 9 dicembre 2015 lo scultore Gianfranco Ragusano ha voluto donare al comune di Palermo un bassorilievo raffigurante i volti di Modugno, Franchi e Ingrassia, installato nella piazzetta Franchi-Ingrassia. Il 6 maggio 2017 sono stati ricordati insieme con la realizzazione di un annullo filatelico in occasione del concorso di cortometraggi Paternò in corto. Il 2 ottobre 2022 il ministero dello Sviluppo Economico emette un francobollo ordinario in occasione del trentennale della morte di Franco Franchi (9 dicembre 1992) e del centenario della nascita di Ciccio Ingrassia (5 ottobre 1922). 

## Vita privata
Fu sposato dal 1953 con Irene Gallina (1933), dalla quale ebbe due figli: Maria Letizia (1961) e Massimo (1965), autore e regista teatrale. 
Era un grandissimo amante del calcio, nonché tifoso del Palermo. Si professava cattolico.

## Filmografia
Questa è la lista di tutte le apparizioni cinematografiche di Franco Franchi, con l'aggiunta dei documentari e dei film tv.

### Film da solo

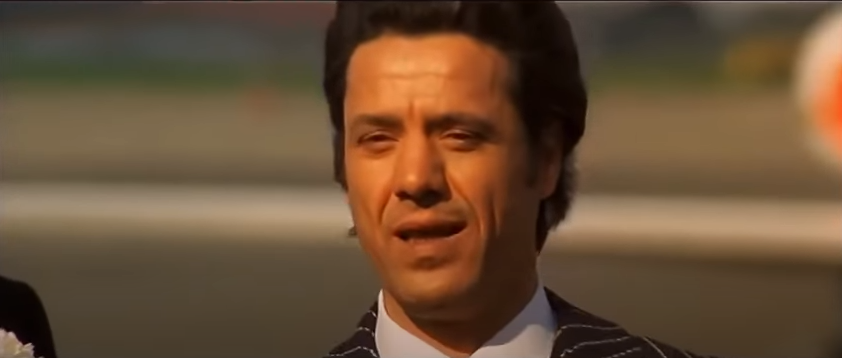
Franco Franchi nel film Il figlioccio del padrino (1973)

- Il figlioccio del padrino, regia di Mariano Laurenti (1973)
- Ku-Fu? Dalla Sicilia con furore, regia di Nando Cicero (1973)
- Il sergente Rompiglioni, regia di Pier Giorgio Ferretti (1973)
- Ultimo tango a Zagarol, regia di Nando Cicero (1973)
- Il gatto di Brooklyn aspirante detective, regia di Oscar Brazzi (1973)
- Piedino il questurino, regia di Franco Lo Cascio (1974)
- L'eredità dello zio buonanima, regia di Alfonso Brescia (1974)
- Il giustiziere di mezzogiorno, regia di Mario Amendola (1975)
- Il sergente Rompiglioni diventa... caporale, regia di Mariano Laurenti (1975)
- Il sogno di Zorro, regia di Mariano Laurenti (1975)
- Il vestito nuovo dell'imperatore, regia di Emilio Uberti – cortometraggio (1977)
- Tango blu, regia di Alberto Bevilacqua (1987)

### Televisione
- Un uomo da ridere, regia di Lucio Fulci – miniserie TV (1980)

## Teatro
Da solo
Serate d'autore, regia di Cosimo Cinieri (1988)

## Programmi TV

### Conduzioni televisive
Da solo

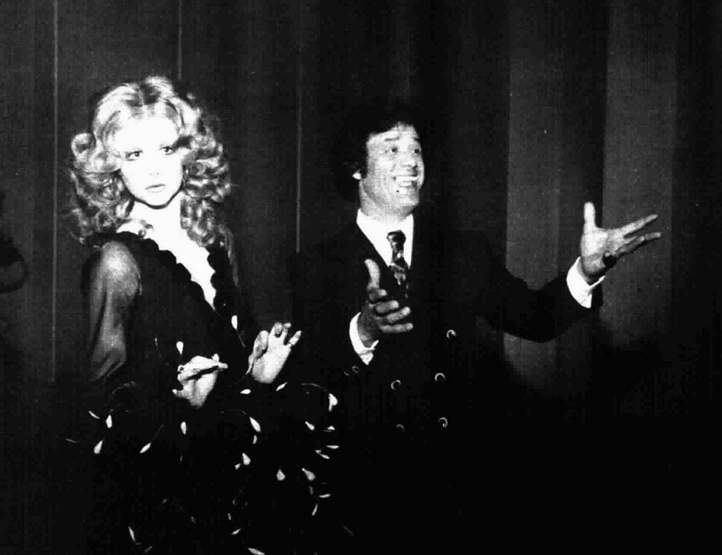
Franco Franchi e Loretta Goggi che imita Mina a Teatro 11 nel 1972

- Teatro 11 – programma TV (1972) - conduttore
- Un disco per l'estate (Saint Vincent Estate) - programma TV (1977) - conduttore
- Buonasera con... Franco Franchi, regia di Lucio Fulci – programma TV (1978) - conduttore

## Riconoscimenti
- Una vita per il cinema
  - 1969 – Medaglia d'oro

## Doppiatori italiani
- Pino Locchi in Il mio amico Benito
- Roberto Bertea in Un mostro e mezzo  (Cesarone)

## Discografia

### Discografia solista

#### Singoli
- 1970 – 'A mossa/'O divorzio (Hello Records, HR-3001, 7")
- 1971 – Cu fu... cu fu?!/Ti voglio bene (Hello Records, HR-9042, 7")
- 1971 – 'A dieta/Sceriffo Frank (Hello Records, HR-9054, 7")
- 1972 – Siente guaglio'/Sceriffo Frank (Hello Records, HR-9071, 7")
- 1972 – L'ultimo dei belli/Vattene via fratello (Durium, Ld A 7753, 7")
- 1972 – Er più dei più/La gelosia (Durium, Ld A 7776, 7")
- 1973 – Il gatto di Brooklyn/Amuri (Durium, Ld A 7794, 7")
- 1973 – Tango della manomania/Casanova 2000 (Durium, Ld A 7797, 7")
- 1974 – E vulannu vulannu vulannu/Il cortile degli aragonesi (Durium, Ld A 7841, 7")
- 1978 – Skate board/Sarò Franco (RCA Italiana, PB-6181, 7")
- 1978 – Mamma! Ho visto un UFO/Telefonata a Gesù (RCA Italiana, PB-6273, 7")
- 1980 – Ridi e ti passa/L'uomo da ridere (RCA Italiana, BB-6426, 7")
- 1981 – E mi pareva strano/Il Jeans (RCA Italiana, SP-1749, 7")

#### Album
- 1978 – Sarò Franco (RCA Italiana PL 31385, LP)